# Antoni Gnatowski
Antoni Dominikowicz Gnatowski, ros. Антон Доминикович Гнатовский (ur. 1863, zm. po 1905) – rosyjski rewolucjonista.
Pochodził z wileńskiej szlachty. Za działalność rewolucyjną został aresztowany w 1882. Po wypuszczeniu żył pod nadzorem carskiej policji. Jeden z organizatorów zamachu na cara Aleksandra III, w obawie przed kolejnym uwięzieniem uciekł z Rosji.
W latach 1888–90 przebywał w Szwajcarii pod nazwiskiem Polikier, gdzie razem z Izaakiem Dembo i Aleksandrem Dębskim przygotowywał w Zurychu zamach na cesarza niemieckiego - Wilhelma II. Intryga zakończyła się niepowodzeniem, gdy wybuch źle podłożonej bomby z panklastytem na górze Peterstobel spowodował śmierć Demby i ciężkie okaleczenie Dębskiego.
Po wysiedleniu ze Szwajcarii dołączył do koła socjaldemokratów rosyjskich i redagował pismo Ruskij Raboczij. Od 1905 próbował zjednoczyć emigracyjne grupy rosyjskich rewolucjonistów.